# Thanatus lanceoletus
Thanatus lanceoletus är en spindelart som beskrevs av Benoy Krishna Tikader 1966. Thanatus lanceoletus ingår i släktet Thanatus och familjen snabblöparspindlar. Inga underarter finns listade i Catalogue of Life.